# Logodnica frumosului dragon
Logodnica frumosului dragon (titlul original: în cehă Partie krásného dragouna) este un film de comedie polițistă cehoslovac, realizat în 1971 de regizorul Jiří Sequens, după povestirea „Hříšní lidé města pražského” (în română Oameni păcătoși din orașul Praga) de Jiří Marek, protagoniști fiind actorii Jaroslav Marvan, Josef Bláha, Josef Vinklář și Josef Abrhám.

## Rezumat
Într-o seară, Františka Zuzánková, o femeie privată bogată, este ucisă în vila ei suburbană. Comisarul Zdychynec, care cooperează cu consilierul de poliție Vacátko la anchetă, începe să-l suspecteze pe logodnicul fiicei sale Kamilka, un tânăr locotenent de dragoni, Rudi Macháček, de crimă. Faptul că a întârziat la dans și s-a comportat foarte suspect în ziua crimei nu este singura dovadă care îl acuză direct. Totuși, interogatoriul între patru ochi se termină într-o ceartă și dat palme. Zdychynec îi raportează lui Vacátko, iar apoi îl trimite pe detectivul Brůžek la Rudi. Acesta descoperă că chipeșul dragon este încurcat și cu alte fete. Tote sunt într-o legătură apropiată cu el și fiecare speră că Rudy se va căsători cu ea. Între timp, Zdychynec găsește un alt suspect, care este nepotul doamnei ucise, artistul de circ Pepa Zuzánek. Care dintre bărbații este ucigașul, este întrebarea la care Vacátko trebuie să găsească răspunsul cu detectivii săi Brůžek și Bouš și cu ajutorul neprețuit al comisarului Zdychynec.

## Distribuție
- Jaroslav Marvan – consilierul de poliție Karel Vacátko
- Josef Bláha – comisarul șef Josef Brůžek
- Josef Vinklář – comisarul șef Josef Bouše
- Vladimír Menšík – comisarul de poliție Zdychynec
- Stella Zázvorková – dna. Zdychyncová
- Josef Abrhám – Rudy Macháček, locotenent de cavalerie, un dragon frumos
- Květa Fialová – dna. Dragičová
- Helga Čočková – Kamilka Zdychyncová
- Bohuš Záhorský – bătrânul Kostka
- Svatopluk Skládal – Macek
- Jana Šulcová – domnișoara Jarolímková
- Carmen Mayerová – Braunová
- Míla Myslíková – croitoreasa
- Jiří Holý – circarul Josef Zuzánek (Pepa)
- Eva Foustková – Zuzánková
- Jaroslav Cmíral – Macek
- Ladislav Potměšil – Šourek
- Jiří Smutný – Hrůza
- Jindřich Panáček –
- Josef Bek – cântărețul
- František Holar – portarul de hotel